# 马克垚
马克垚（1932年—），亦作马克尧，山西文水人。中国历史学家。
1952年，进入北京大学历史系。1956年毕业后一直留校任教。1985年起任历史系教授。1986－1992年，任北京大学历史系主任，后担任北京大学学位委员会委员，北京历史学会副会长等职。著有《西欧封建经济形态研究》。